# Conde de Cambridge

Brasão de armas do Conde de Cambridge

Conde de Cambridge é o título de nobreza do Pariato da Inglaterra, criado em 1362 sendo associado intimamente com a família real britânica.
O primeiro conde da sexta criação, o Marquês de Hamilton, era na época o sexto na linha de sucessão do trono escocês (depois do Duque de Rothesay, mais tarde Carlos I de Inglaterra, sua irmã Isabel da Boémia e seus filhos); seu avô Lorde Arran era herderio presuntivo de, e regente para Maria, Rainha dos Escoceses.
O Duque de Hamilton actualmente carrega o título de  Conde de Arran e Cambridge no Pariato da Escócia, que não é relacionado com esse ducado.

## Condes de Cambridge, Primeira Criação (1340)
- Guilherme de de Juliers, 1.° Conde de Cambridge (1299–1361)

## Condes de Cambridge, Segunda Criação (1362)
- Edmundo de Langley, 1.° Duque de York (1341–1402)
- Eduardo de Norwich, 2.° Duque de York (–1415)

## Condes de Cambridge, Terceira Criação (1414)
- Ricardo de Conisburgh, 3.º Conde de Cambridge (1373–1415),
- Ricardo, 3.° Duque de York (1412–1460), restaurado em 1426
- Eduardo Plantageneta, 4.° Duque de York (1442–1483), fundido à coroa em 1461

## Condes de Cambridge, Quarta Criação (1619)
The subsidiary title was Baron of Innerdale (1619).
- Jaime Hamilton, 2.° Marquess of Hamilton (1589–1625)
- Jaime Hamilton, 1.° Duque de Hamilton (1606–1649)
- William Hamilton, 2.° Duque de Hamilton (1616–1651) extinct

## Condes de Cambridge, Quinta Criação (1659)
- Henrique Stuart, Duque de Gloucester (1640–1660) extinct

## Condes de Cambridge, sexta Criação (1664)
- Jaime Stuart, Duque de Cambridge (1663–1667)

## Condes de Cambridge, sétima Ciração (1667)
- Edgar Stuart, Duque de Cambridge (1667–1671)